# Sóc hoa râm
Marmota caligata là một loài động vật có vú trong họ Sóc, bộ Gặm nhấm. Loài này được Eschscholtz mô tả năm 1829. Đây là một trong 2 loài nặng nhất họ Sóc và là một trong 3 loài lớn nhất họ Sóc. Tổng chiều dài kể cả đuôi là 60–80 cm, nặng từ 3.5–10 kg.

## Hình ảnh

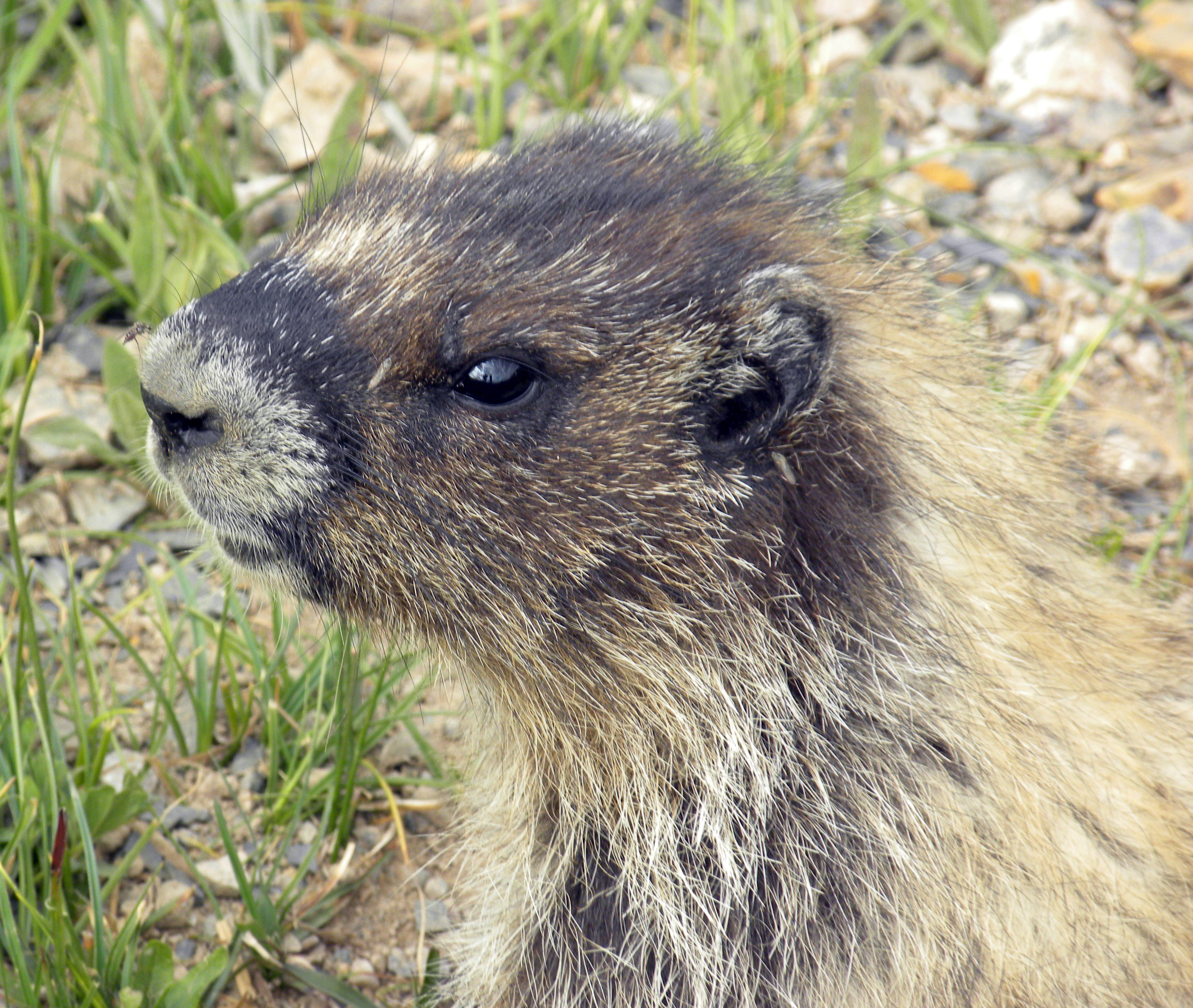
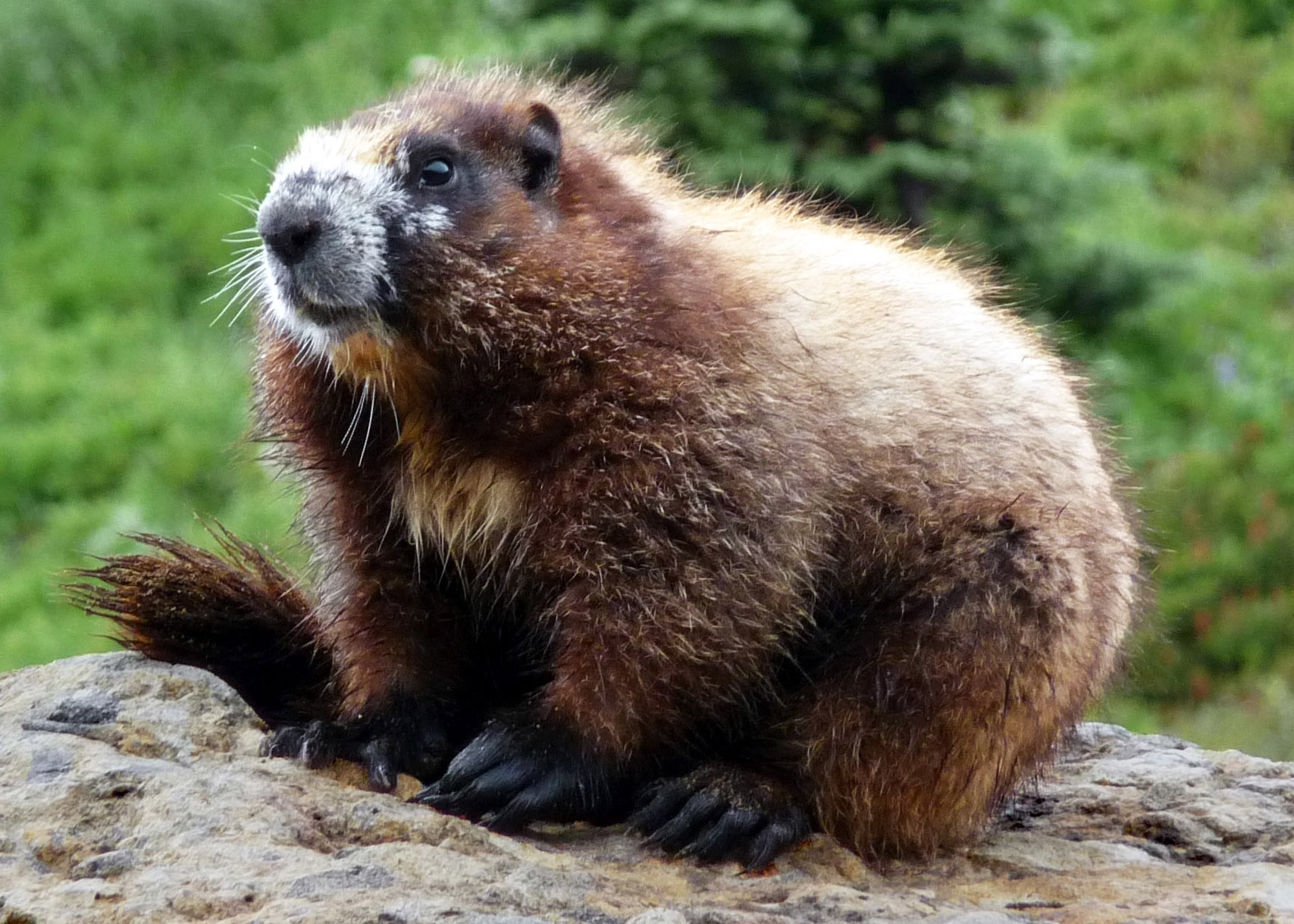
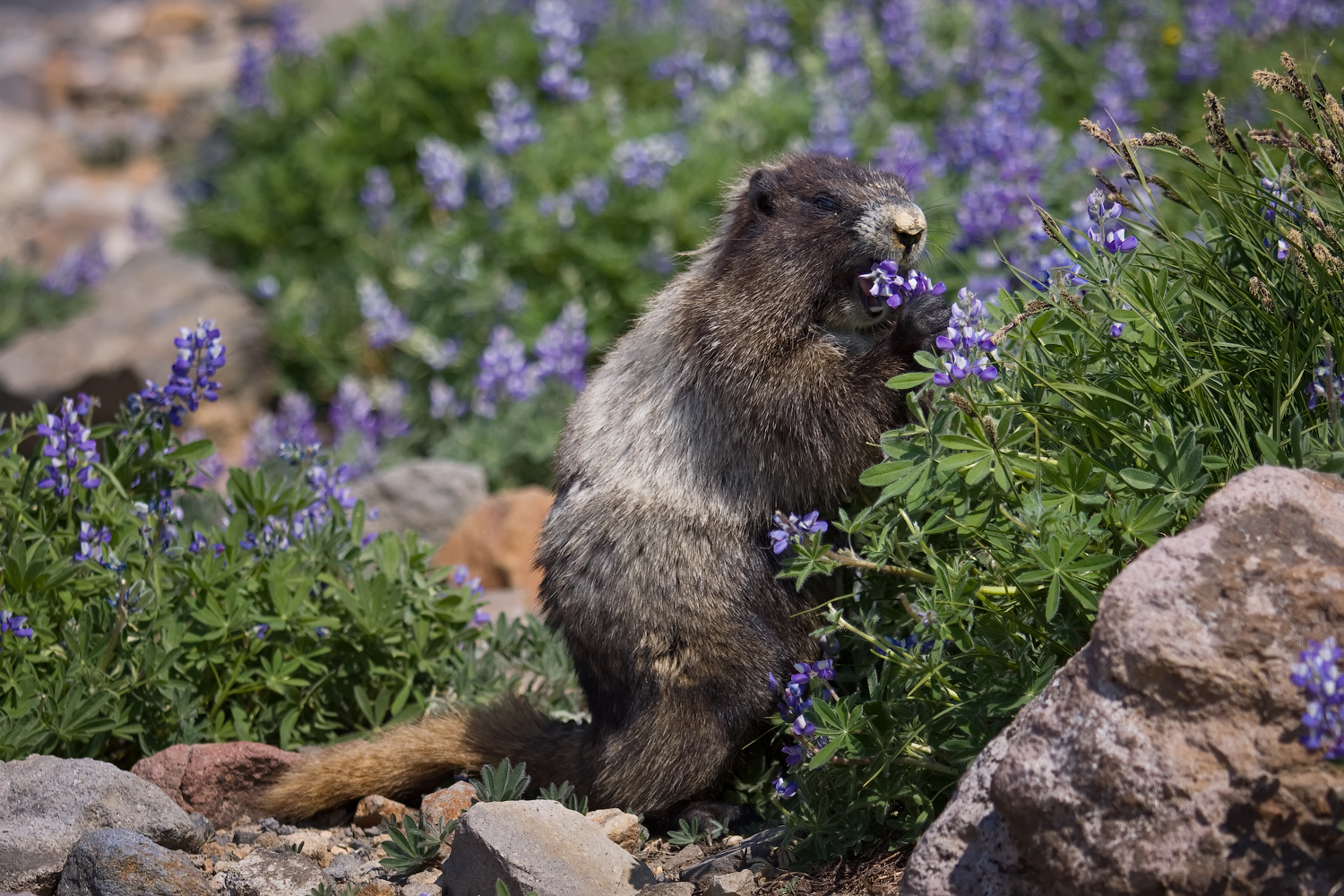
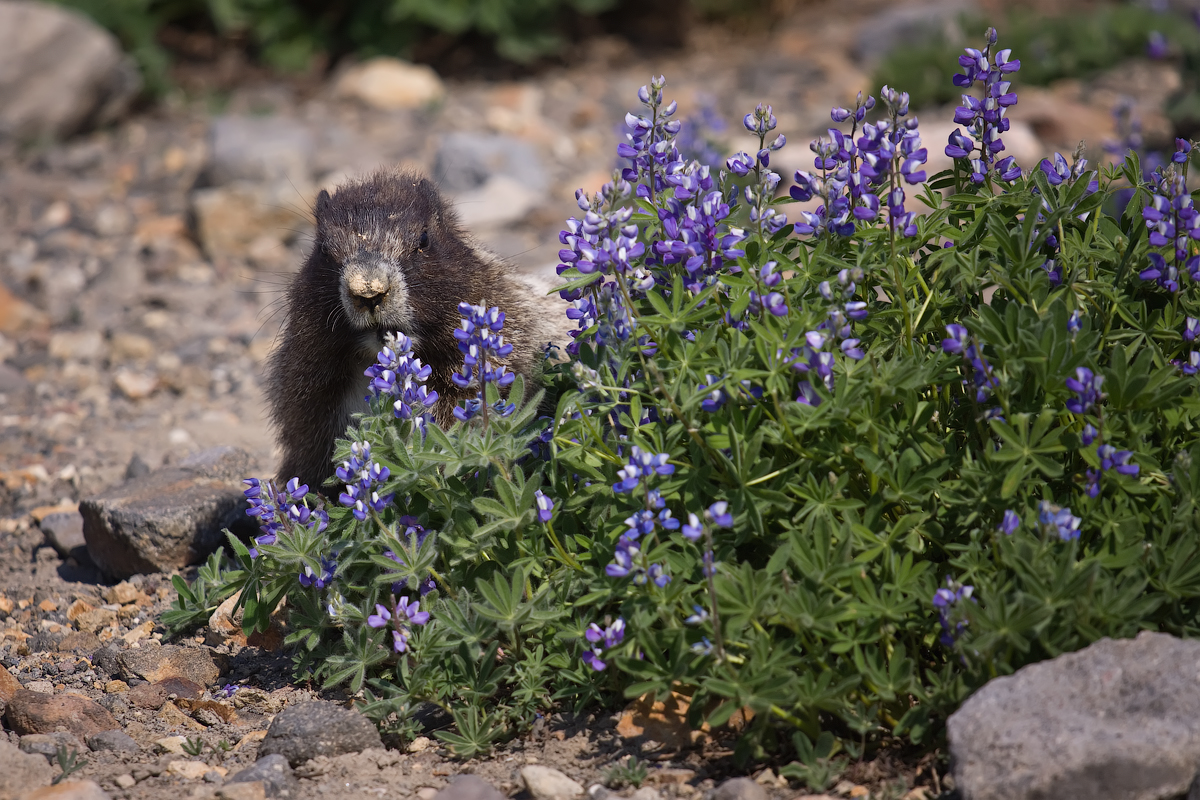